# Metopolophium dirhodum
Espèce
Metopolophium dirhodum (le grand puceron du blé, puceron des céréales et du rosier) est une espèce d'insectes hémiptères de la famille des Aphididae, originaire des régions paléarctiques.
C'est un puceron qui peut causer des pertes significatives dans les cultures de céréales. Il est également le vecteur de deux maladies virales affectant les céréales :  la mosaïque nanisante du maïs (MMV) et la jaunisse nanisante de l'orge (BYDV).

## Synonymes
Liste des synonymes, :
- Aphis dirhoda Walker, 1849,
- Aphis dirhodum Walker, 1849,
- Macrosiphum longipennis Buckton, 1876),
- Myzus gracilis Buckton, 1876,
- Siphonophora longipennis Buckton, 1876,
- Metopolophium gracilis Buckton, 1876,
- Macrosiphum dirrhodum Schouteden, 1901,
- Metopolophium arundinis Theobald, 1913
- Metopolophium graminum Theobald, 1913,
- Metopolophium haywardi Knowlton, 1942,
- Myzus asterophaga Zhang, G.-x., X.-l. Chen, Zhong & J.-h. Li, 1999,
- Myzus asterophagus Zhang, G.-x., X.-l. Chen, Zhong & J.-h. Li, 1999.

## Distribution
L'aire de répartition de Metopolophium dirhodum  est cosmopolite, à l'exception des régions tropicales. Elle couvre l'Europe et une grande partie de l'Asie, ainsi que l'Amérique du Nord. Elle s'est étendue à toutes les grandes régions céréalières du monde, notamment en Amérique du Sud (depuis 1968 en Argentine), en Australie (depuis 1984) et en Nouvelle-Zélande (depuis 1981).

## Description
L'adulte femelle aptère, de forme ovoïde et de couleur vert-jaunâtre clair, mesure de 1,8 à 2,8 mm. Le notum est marqué au centre d'une ligne longitudinale vert foncé.
Les antennes, constituées de six articles, sont légèrement plus courtes que la longueur du corps.
L'insecte a des cornicules cylindrique dont la longueur est d'environ 1/6 de celle du corps.
Les œufs ovales sont de couleur noire.

## Cycle biologique
L'espèce est diécique, c'est-à-dire exploitant deux types de plantes-hôtes, et oligophage, avec un nombre limité de plantes-hôtes.. Les œufs sont déposés sur de jeunes pousses de Rosaceae (genre Rosa), à la base des bourgeons. Ces arbustes constituent l'hôte primaire. L'hibernation se fait au stade de l'œuf.
L'éclosion des larves se produit au début du printemps, en mars-avril dans l'hémisphère nord. La période larvaire dure de 7 à 11 jours. Les pucerons s'alimentent en suçant la sève des nervures des feuilles, de préférence à la face inférieure des feuilles supérieures de rosiers et d'églantiers.
Les hôtes secondaires, vers lesquels la migration se produit en mai-juin, sont des plantes herbacées des familles des Poaceae, Cyperaceae et Juncaceae, en particulier les céréales cultivées, blé, orge, avoine et maïs. La pullulation maximale des pucerons est observée à partir de la mi-juin, puis leur nombre diminue fortement en juillet. Les pucerons se nourrissent à la face inférieure des feuilles le long des nervures. La migration n'est pas obligatoire, une partie de la population continuant de se développer sur les rosiers. 
La migration vers l'hôte primaire se produit à partir d'août. En octobre, les femelles pondent des œufs par groupes de 3 à 5 à la base des bourgeons. La ponte dure jusqu'aux gelées.
Les femelles aptères ont une durée de vie variable, de 20 à 38 jours, selon les conditions climatiques, la génération et la plante-hôte. Leur fécondité atteint 160 larves.